# حمض البيرمنغنيك
حمض البيرمنغنيك هو مركب كيميائي غير عضوي يُرمز له بالصيغة الكيميائية HMnO4.
يُعتبر هذا المركب حمض أكسجيني قوي وهو الحمض المرافق (المترافق) لأملاح البرمنغنات. يمتلك هذا المركب عدد محدود جداً من الميزات والإستخدامات.

## البنية والتحضيرات
في معظم الأحيان يتم تحضير حمض البيرمنغنيك عن طريق التفاعل الكيميائي بين حمض الكبريتيك المخفف ومحلول برمنغنات الباريوم، حيث يتم إزالة كبريتات الباريوم الناتجة عن هذا التفاعل بالتصفية (الترشيح).
Ba(MnO4)2 + H2SO4 →2 HMnO4 + BaSO4
لا بد من الإشارة هنا إلى ملاحظة هامة وهي أنه ينبغي أن يكون حمض الكبريتيك في هذا التفاعل مخففاً حصراً، لأنه في حال تفاعل البرمنغنات مع حمض الكبريتيك المُركز فقد ينجم عن هذا التفاعل مؤكسِدات خطيرة وغير عضوية مثل أكسيد المنغنيز السباعي.
بالإضافة إلى ذلك، فإنه تم تحضير حمض البيرمنغنيك عبر التفاعل بين حمض سداسي فلورو السيليسيك وبرمنغنات البوتاسيوم بواسطة التحليل الكهربائي، وعبر التحليل المائي لمركب أكسيد المنغنيز السباعي، رغم أن هذا قد يتسبب في انفجارات.
على الرغم من أنه لم يتم التحقق من بنية هذا المركب، إلا أنه يُعتقد أنه يمتلك بنية رباعية السطوح.

## التفاعلات
يكون محلول حمض البيرمنغنيك عادةً غير ثابت، ويتفكك إلى ثنائي أكسيد المنغنيز (أكسيد المنغنيز الرباعي) ، أوكسجين، وماء.
2HMnO4 + MnO2 →3 MnO2 + H2O + 3⁄2 O2
يُمكن تسريع عملية التفكك بواسطة الحرارة، الضوء، والأحماض. المحاليل المُركزة تتفكك بسرعة أكبر من المحاليل المخففة.